# Sewelô
Le diamant Sewelô est le quatrième plus gros diamant brut connu. Le diamant est extrait en avril 2019 par Lucara Diamond dans sa mine de diamants de Karowe, au Botswana. Le diamant est de 1 758 carats (352 g).
Quand il est trouvé, Sewelô est le plus grand diamant de l'histoire du Botswana, surpassant les 1 111 carats (222 g) de Lesedi La Rona, extrait dans la même mine le 16 novembre 2015 (Lesedi La Rona est le quatrième plus gros diamant connu et le troisième de qualité gemme).
Le diamant est nommé à l'issue d'un concours organisé par Lucara Diamond. Parmi 22 000 propositions, le nom Sewelô est choisi, « rare trouvaille » en tswana.
En janvier 2020, il est annoncé que Louis Vuitton achète le diamant pour une somme non divulguée,.
Louis Vuitton travaille avec HB Anvers pour polir le diamant et le tailler en plus petites pierres,,.
La pierre est recouverte d'une fine couche de carbone noir opaque et sa surface est marquée de piqûres. Elle a la taille d'une balle de tennis mais pèse six fois plus,,.
La HB Company applique des méthodes de cartographie innovantes en utilisant intelligence artificielle pour optimiser la conception et maximiser les chances de réussite dans le taillage du diamant.
Le diamant est décrit comme une « quasi-pierre précieuse de qualité variable, incluant des domaines de pierre précieuse blanche de haute qualité » et il s'agit d'un diamant industriel dont certaines sections produisent des pierres de qualité gemme. Une analyse complémentaire est en cours en avril 2021,.